# Menschen des 21. Jahrhunderts
Menschen des 21. Jahrhunderts ist das dritte Studioalbum des deutschen Musikers Felix Meyer, welches am 4. April 2014 veröffentlicht wurde. Das Album wurde von Franz Plasa produziert.

## Entstehung
Nach der Veröffentlichung des Vorgänger-Albums erste Liebe / letzter Tanz bei 105music, einiger großer Festival Auftritte, verschiedener Deutschland-Tourneen, Gastauftritten bei Zaz und bei Keimzeit sowie dem Dreh einer arte Dokumentation kam es zum Bruch des Produzenten Franz Plasa mit dem Major Label. Die Aufnahmen zu Meyers dritten Studioalbums wurden bei Plasa in Hamburg fortgesetzt. Das Album erschien beim Folk Label „Löwenzahn“ in Leipzig.
Neben 11 eigenen Kompositionen und Liedtexten hat Felix Meyer auch einen Titel von Jacques Brel ins Deutsche transponiert: "Il neige sur Liège" hier als "Schnee fällt auf Krefeld".

## Titelliste
| #   | Titel                    | Länge |
| --- | ------------------------ | ----- |
| 1.  | bisher noch unerreicht   | 3:29  |
| 2.  | Fantasie                 | 3:14  |
| 3.  | Gummibaumblätter         | 3:27  |
| 4.  | zu Hause                 | 3:39  |
| 5.  | Postkarten               | 3:04  |
| 6.  | irgendwas immerhin       | 4:03  |
| 7.  | Artischockenherzensuppe  | 3:10  |
| 8.  | ein Lied                 | 3:46  |
| 9.  | Herbsttag                | 3:20  |
| 10. | eins zwei drei           | 4:12  |
| 11. | Zeichen der Zeit         | 4:03  |
| 12. | Schnee fällt auf Krefeld | 3:28  |

## Besetzung
- Felix Meyer – Text & Gesang
- Erik Manouz – Gitarre, Percussion, Gesang
- Olaf Niebuhr – Gitarre, Banjo, Gesang
- Johannes Sens – Schlagzeug, Percussion
- Claudius Tölke – Kontrabass, E-Bass, Gesang
- Johannes Bigge – Piano, Akkordeon

## Kritik
Petra Schwarz schreibt auf "Ein Achtel Lorbeerblatt": „Mittlerweile behaupte ich: Wenn man die komplette CD einmal gehört hat, will man sie gleich noch mal hören (...) Von der Kritik nicht selten zwischen Tom Waits und Jacques Brel angesiedelt, schließt Meyer mit einer „Hommage“ an Jacques Brel.“
Andreas Beckschäfer schreibt auf "plattentests": Am stärksten klinge Menschen des 21. Jahrhunderts jedoch in den vielen Momenten, in denen Melancholie und Wortkunst sich melodieselig vereinen, wie im Song Herbsttag.
Bettina John berichtet vom CD-Release-Auftritt beim Tourstart in Zwickau am 1. Mai 2014 im Alten Gasometer: Die Art, bei der es nicht darum geht, nach Perfektion zu streben, sondern darum, vor allem authentisch zu sein. Die Musik und die Texte Meyers faszinieren sie. Mal locker und leicht, mal ernster und melancholischer. Aber nie überheblich. Immer bodenständig.

## Belege
1. ↑  Felix Meyer Menschen des 21. Jahrhunderts VÖ 4. April 2014 (Memento des Originals vom 26. Februar 2012 im Internet Archive)  Info: Der Archivlink wurde automatisch eingesetzt und noch nicht geprüft. Bitte prüfe Original- und Archivlink gemäß Anleitung und entferne dann diesen Hinweis.
2. ↑  Die EAL-CD des Monats April: Felix Meyer – Menschen des 21. Jahrhunderts (VÖ: 4. April 2014)
3. ↑  Artischocken statt Pilze
4. ↑  Bericht vom Tourstart in Zwickau am 1. Mai im Alten Gasometer, Elektrofeld, Mai 2014